# Albert Woolson
Albert Henry Woolson (11 de fevereiro de 1850 – 2 de agosto de 1956) foi o último veterano confirmado da Exército da União que serviu durante a Guerra Civil Americana. Woolson se alistou em outubro de 1864, aos quatorze anos, e foi enviado para o 1º Regimento de Artilharia Pesada de Minnesota, onde serviu como baterista da Companhia C. Seu regimento, contudo, nunca viu combate e ele foi dispensado em 7 de setembro de 1865. Woolson passou o resto da vida como carpinteiro e faleceu quase 90 anos após a guerra, chegando a idade de 106 anos. O último veterano do Exército da União a ter visto combate na guerra foi  James Hard (1841–1953) de Nova Iorque.